# 嘉兴南湖学院
嘉兴南湖学院是中华人民共和国的一所全日制本科公办普通高等学校，位于浙江省嘉兴市南湖区。
2003年，嘉兴学院南湖学院（独立学院）成立。2020年12月18日，转设为独立建制的嘉兴南湖学院，办学性质由民办变为公办。

## 教学机构
学校下设13个二级教学单位、40个本科专业，涵盖文学、法学、经济学、管理学、工学、医学、艺术学等7大学科门类。
- 人文与艺术学院
- 现代金融学院
- 商贸管理学院
- 机电工程学院
- 信息工程学院
- 时尚设计学院
- 建筑工程学院
- 新材料工程学院
- 马克思主义学院
- 继续教育学院
- 创业学院
- 体育与军训部
- 公共基础教学部[4]